# 爆丸2大爆破
《爆丸2大爆破》（日語：爆丸バトルブローラーズ ニューヴェストロイア；英文：Bakugan Battle Brawlers New Vestroia）是一套由2009年4月至2010年5月間，開始在加拿大播放的動畫。為《爆丸》的後續。
※以下所述內容部份參考英文版本播出時內容，可能與日文版本不同，請注意。

## 故事概要
在獨角巨龍打敗白龍，同時吸收沉默核心與無限核心之後，爆丸世界終於恢復了應有和平，而各屬性的爆丸也相繼回到原有的地方安心的生活。本應值得高興，但就在三年後的某一天，一個意外的時空連結，引出一個邪惡組織，除對爆丸世界進行侵犯外，並試圖建立其邪惡世界。雖說後來有正義之士與其組織對抗，但仍舊無法改變情況。因此有感於整個世界的混亂，掌管爆丸世界的使者，便決定向曾經救援爆丸世界的爆丸戰士發出求救訊息……而在現實世界，爆丸戰士接到所傳遞的訊息後，亦然決定出發拯救，期望能夠再次恢復和平……

### 下一季的伏筆
為應付敵人強大的戰鬥力，丸兆利用其家族的財力建立爆丸超時空（Bakugan Inter-spare），以方便爆丸戰士進行對戰練習。有一天，四隻數碼化爆丸－人魚戰士、大地巨人、暴風獵鷹和神聖鬥士來到爆丸Inter-spare，它們隱藏著甚麼秘密？另外，爆丸戰士和HEX亦接收到一些謎一般的數據，這些數據更將雙方的決戰帶入白熱化階段……但這一切數據都是從另一個未知地域所發放的求救訊號，雖然後來該地域得悉爆丸戰士接收到這些求救訊號，但在最後一集竟然被侵略者捷足先登與爆丸戰士接觸？這些謎團將於爆丸3逐步解開。

## 登場人物

#### 爆丸戰士
- 艾斯 葛利特（Ace Grit；）

初登場16歲，新爆丸戰士的一員，黑屬性的爆丸戰士，沉默寡言，不喜歡說話。
第一次與彈馬見面時，並不認同是為其夥伴，但之後相互對戰後才認識雙方特點。
在戰鬥的時候，有著如小彈般一樣的熱情。
由於一直也是一個人居住，所以很羨幕巴隆生活於大家庭，曾幫助要自立的巴隆尋找新居。
喜歡米拉，直到第2季完結都沒有提及兩人的關係。
配音：Emilie Barlow（英文）；李世揚（台灣）；内匠靖明（日本）；雷霆（香港）
常用爆丸：地獄男爵、魔龍蜻蜓（次要）
- 巴隆 李奇（Baron Letloy、Baron Rich；）

初登場於53集（第2季第1集），初登場12歲，光屬性爆丸戰士，是新爆丸戰士中最年輕的一位。
個性開朗，對於未曾見過的事物，充滿著許多好奇心，惟經常粗枝大葉，因而經常引起誤會。
稱呼彈馬為前輩。於家族中為長子。
配音：Cameron Kennedy（英文）；陳宏瑋（台灣）；久保田龍一（日本）；劉奕希（香港）
常用爆丸：神聖祭司、銅牆武士（次要）
- 米拉 斐敏（Mira Clay；）

初登場第1集，初登場16歲，第四季18歲，偉士達人，土屬性爆丸戰士，父親是研發機械爆丸的博士，HEX中的可雷博士。
喜歡艾斯，自己都知道艾斯對自己的感情，直到第2季完結都沒有提及兩人的關係。
十分擔心失蹤的哥哥，後來和蓋斯一戰發現了HEX的隊長斯沛特拉就是他失蹤哥哥—基斯 斐敏，因為難以決擇，在不願意的狀況下，曾短暫選擇加入HEX。
在成功拯救夢幻革命之地後與艾斯和巴隆一起返回威星。
之後小彈希望他們來到地球，重組新爆丸戰士後再次對抗HEX。
其後，在斯沛特拉對戰敗給小彈後，斯沛特拉正式加入其陣營，變回那個善良的基斯，兄妹倆也才得以正式團圓。
在打敗澤諾赫爾特之後與哥哥基斯、巴隆、艾斯他們一起返回威星。
於第4季第27集再度登場，擔任爆丸相關的技術人員，與小彈他們一起對抗懷茲曼領導的諾雷特軍團。但後來因發明爆丸武器導致疲勞過度而病倒，休養期間將工作交于琉乃。
配音：Alyson Court（英文）；傅其慧（台灣）；雪野梨沙（日本）；程文意→梁少霞（香港）
常用爆丸：威達岩神、流星槌獸（次要）

##### HEX（Vexos）
- 斯沛特拉 方統（Spectra Phantom；、基司 斐敏（Keith Clay；）[2]

火屬性爆丸戰士，19歲，真面目為米拉的哥哥基司。為了推翻王室而加入HEX並成為隊長，是第二季一直以來最難纏的敵人。
經歷與小彈在夢幻革命之地的多場決鬥後，在海德隆的城堡內展開最後的殊死鬥，而米蕾卻說服海德隆將他留在夢幻革命之地並冠上叛徒的污名盡速逃離。
在發覺澤諾赫爾特的陰謀後，便逐漸與爆丸戰士共同對抗。並於第44集敗給小彈之後，正式與爆丸戰士聯手。最後與米拉他們一起回到威星生活。
後於第四季前期再度登場，為最年長的爆丸戰士（年約21歲），主要是應丸兆邀請而重新回歸，同時已從火屬性蛻變為黑暗屬性爆丸戰士，另外他也表示自己就像是「紅蓮的火焰化作漆黑的黑暗重生」。
配音：Dan Petronivic（英文）；李世揚（台灣）；間宮康弘（日本）；伍博民／胡家豪（第四季）（香港）
常用爆丸：邪惡魔龍→機械邪惡魔龍→機械邪惡魔龍MKII（二代機）→無限邪惡魔龍（從火屬性蛻變為黑暗屬性）
- 蓋斯 葛拉福（Gus Grav；）

土屬性爆丸戰士，初登場18歲。斯沛特拉隨從，對其有著絕對忠誠心。於第二季曾強烈建議斯沛特拉不要拿下面具，與米拉相互見面，但是斯沛特拉還是遵守與米拉的約定而拿下面具。而後與澤諾赫爾特對戰，戰敗後遭囚禁，於海德隆發現其下落後成功逃獄，並加入爆丸戰士的行列。
為斯沛特拉的五名手下當中唯一沒被轉送異空間的人，最後與斯沛特拉同樣與米拉他們一起回到威星生活。於第四季協助其主子斯沛特拉將爆丸相關裝備傳送過去。
配音：Chris McCawley（英文）；陳宏瑋→陳幼文→官志宏(第4季)（台灣）；梶裕貴（日本）；黃啟昌（香港）
常用爆丸：威剛戰士→暴龍威剛戰士、大地沙蟲
- 沃特 拉斯塔（Volt Luster；）

光屬性爆丸戰士，19歲，個性喜歡以實際戰鬥取代意見。曾與蓋斯對戰企圖奪回被米蕾拋棄的機甲巨人，最後失敗。於第二季46集中背叛HEX而被海德隆追捕，最後在與海德隆對戰過程中雖然獲勝，但卻被復仇的海德隆以牙還牙轉送到異空間，被轉送異空間前，因不滿海德隆的卑鄙手段及囂張傲慢的態度，一度憤而把海德隆拖下水打算把海德隆一起在異空間下葬給予教訓，但失敗，也警告海德隆「總有一天自己會被自己被踩過那些人的怨念，折磨到痛不欲生」。
配音：Carter Hayden（英文）；陳宏瑋→陳幼文（台灣）；前野智昭（日本）；何承駿（香港）
常用爆丸：機甲巨人（前期）、巨人歌利亞（後期）
- 俠都 普羅福（Shadow Probe；）

闇屬性爆丸戰士，17歲，個性陰森且性急，喜歡出其怪招，對於機械爆丸有所喜歡，非常暗戀米蕾。最後在與斯沛特拉和米拉對戰過程中意外和米蕾一同被轉送到異空間。
配音：Darren Frost（英文）；李世揚（台灣）；遠藤大輔（日本）；黃榮璋（香港）
常用爆丸：地獄三頭龍（前期）、MAC機械蜘蛛（後期）
- 琳可 波藍（Lync Volan；）

風屬性爆丸戰士，14歲，個性喜歡以技術取代實際戰鬥，為海德隆放進HEX中監視其他成員的間諜，一度背叛海德隆投靠斯沛特拉，後來重返HEX。第二季47話中企圖將非典型因子的數據資料交給愛麗絲而被海德隆追捕，最後與海德隆對戰過程中不幸失敗，被傳送至異空間前成功把非典型因子的數據資料交給愛麗絲。
配音：Robert Tinkler（英文）；龍顯蕙（台灣）；水口まつり（日本）；張頌欣（香港）
常用爆丸：機甲神鷹（前期）、翔翼龍獸（後期）
- 米蕾 法廬（Mylene Pharaoh；）

水屬性爆丸戰士，18歲，HEX成員中的一點紅，強調效忠組織，認為爆丸不需擁有感情，只需擁有戰鬥力。不相信斯沛特拉為人，同時也認為海德隆只是一個不當使用權力的王子。最後在與斯沛特拉和米拉對戰過程中意外破壞爆丸Inter-Space，而和俠都一同被轉送到異空間。
配音：Bailey Stocker（英文）；許雲雲（台灣）；齋藤楓子（日本）；陳琴雲（香港）
常用爆丸：幻影人魚（前期）、鋼爪飛魚（後期）
- 海德隆（Prince Hydron；）

16歲，威星王子，統稱「小少爺」。有著喜歡用手捲頭髮的特殊習慣。被HEX隊員認為只是成事不足敗事有餘的少爺，渴望得到別人稱讚。前期只是在等待禮物送上門，後期才正式開始戰鬥。第二季末期先後將沃特、琳可送進異次元空間，在第46話時也差點被沃特一起拉下異空間陪葬，後來因不想受制於父親而與其進行對戰，被擊敗後遭囚禁。和蓋斯對話後成功逃獄並與爆丸戰士共同對抗父親，最後與其父泽诺赫尔特在非典型因子的爆炸中同歸於盡。
配音：Lyon Smith（英文）；陳宏瑋→陳幼文（台灣）；保志總一朗（日本）；張裕東（香港）
常用爆丸：黃土樹妖
- 泽诺赫尔特四世（King Zenoheld；）

約略40至50歲，威星國王，海德隆的爸爸。因為意外與爆丸世界連結，進而興起侵犯意念，並建立機械化國家，後因爆丸戰士揭發其行為，而被威星居民所唾棄，但卻仍舊不改其意念。後期在威星居民要求下台時與兒子海德隆，HEX隊員先行逃往其他星球，之後更企圖以非典型因子統治所有宇宙。最後和其子海德隆在非典型因子的爆炸中同歸於盡。
配音：John Stocker（英文）；李世揚→陳幼文（台灣）；石井康嗣（日本）；陳永信（香港）
常用爆丸：法爾布羅斯

## 爆丸

### 新爆丸戰士的拍檔
- 新生獨角巨龍（Neo Dragonoid；）

配音：藤原啟治（日本）；劉昭文（香港）
特殊能力：烈焰神龍、熱火龍捲風、烈火龍捲風、熱火盾牌、龍捲風牆、強衝盾牌、衝鋒神龍
融合能力：神龍總戰烈 、新星爆擊
- 曠世獨角巨龍（Cross Dragonoid；カオス・ドラゴノイド）

特殊能力：飛激神龍、熱火反射屏、赤炎烈火盾、神龍護盾、高旋力龍捲、飛激龍捲風、極限神龍
- 基因獨角巨龍（Helix Dragonoid；ヘリックス・ドラゴノイド）

特殊能力：神龍波動力、神龍烈火彈、神龍派動光、神龍光彈暴射、熱火龍捲風、高旋力烈焰牆、烈焰旋渦盾、基因神龍盾
融合能力：巨龍奔騰
戰鬥零件：噴射核心
戰鬥零件 戰鬥能力：噴射核心、噴射核心第二級
- 艾芬精靈（Elfin；エルフィン）

配音：小林真紀（日本）；傅其慧（台灣）；陳凱婷（香港）
特殊能力：水星之翼、雙重援助、月虹蓋地、復古之穴、狩獵星雲、藍能量盾、意識錯亂、三角洲海洋雪花、飛激連射
- 混搭艾芬精靈（Minx Elfin；ミンクス エルフィン）

特殊能力：饒舌喧嘩、波紋詭計、巨大藍色之盾、超級月光順從、活力青空、越野羽翅
- 藍海蜥蜴（Preyas；アクア プレデター、プレデター）

- 神聖祭司（Mega Nemus；シャーマン）

配音：最上嗣生（日本）；蕭徽勇（香港）
特殊能力：掠奪之學、遮蔽之繭、金字塔結界、神聖光箭、光環震擊
融合能力：打開天窗
- 聖光神聖祭司（Ancient Nemus、Saint Nemus；セイント シャーマン）

特殊能力：藝術映象、光輝之盾、暗黑之力、黑暗天空、光屬性之力、烈陽盛放照射、火花光球、金字塔盾牌、神權聖光
- 英格拉姆（Ingram；イングラム）

配音：增田隆之（日本）；梁偉德（香港）
特殊能力：風神翔擊彈、甲部凱盤式、影之劈、影回聲、戰勝裝甲、連舞鳳凰陣、巨大防護圓蓋
- 強者英格拉姆（Master Ingram；マスター イングラム）

特殊能力：風神閃影斬、甲部激進式、風回聲、風神光激速、八咫鳥、爆裂之風、甲部激裝式、月光揮擊、影子翅膀、風的力量─暗地影子揮劍、結合忍術─強力武牙之雙羽、武牙之雙─幻覺爆風雨、風的力量─巨型光之衝烽、水雷衝擊、武牙之雙─神盛巨大翅膀
- 威達岩神（Thunder Wilda；ウィルダ）

配音：松田健一郎（日本）；劉奕希（香港）
特殊能力：捲繞之力、火山鐵鎚、黏土之壁、獸王之膽、岩石溶解、模仿者、地面金鋼鑽、地面雷管
- 熔岩威達岩神（Magma Wilda；マグマ・ウィルダ）

特殊能力：阿特力士之盾、瘟神侵襲、大地光與熱、熔岩彈、大地能量光、高能地動球、轟炸式衝撞
- 地獄男爵（Percival；バーシバル）

配音：三川二三（日本）；蕭徽勇（香港）
特殊能力：滅絕三管齊下、隱身黑暗、霧中幻影、闇之激光、三角轟炸、黑暗旋轉衝
- 騎士地獄男爵（Midnight Percival、Knight Percival；ナイト パーシバル）

特殊能力：地獄潛藏、闇影神劍、闇影巨盾、激射雷電、極限重砲
融合能力：能量升格、闇雲雷轟
- 新生叢林金剛

配音：不明
特殊能力 : 金剛棒擊

### 其他爆丸
- 邪惡魔龍（Viper Helios；ヘリオス）

配音：松山鷹志（日本）
特殊能力：衝擊核心、核光炸烈、爆裂能量球、新星旋捲、極限光球 、新星防衛屏
融合能力：發光新星X、奧米加光
- 機械邪惡魔龍（Cyborg Helios；サイボーグ ヘリオス）

特殊能力：自我修復系統、蘭布達爆裂、混沌衝擊火砲
- 機械邪惡魔龍MK2（二代機）（Helios MK2；サイボーグ ヘリオス・マーク2）

特殊能力：魔龍火雨、火雨重砲、全方位火焰、龍爪轟擊、爆炎邪光、超臨界能量、混沌超能量砲、混沌衝擊力砲、混沌烈焰力砲、高破壞力重砲、高能爆擊火焰、熱火烈焰能量砲、頂級高熱火焰、超機體龍煞火焰、永恆護盾、機體能力RX、機體能力EM、機體能力D2
戰鬥零件：雙重毀滅機關炮
戰鬥零件 戰鬥能力：雙重毀滅機關炮、雙重毀滅機關炮第二級
- 阿修羅（Fourtress、Nova Ashura；ノヴァ アシュラ）

配音：赤城進（日本）
特殊能力：佛陀怒火、大慈大悲、佛陀笑臉
- 幻影人魚（Elico；ヴェガ）

配音：景浦大輔（日本）；李致林（香港）
特殊能力：緊急備用能量、快擊閃光
- 賽壬海妖（Sirenoid、Aqua Siren；アクア セイレーン）

配音：大浦冬華（日本）；黃麗芳（香港）
特殊能力：漣漪護盾、高感度曲波、闊音頻震波
- 機甲巨人（Mega Brontes；ロンテス）

配音：德本恭敏（日本）；冯锦堂（香港）
特殊能力：死神闇剎光、地鳴震爆、妄想奇幻光
- 小丑機甲巨人（Alto Brontes；ジョーカー・ブロンテス）

特殊能力：奇幻光波、天空之懼、死神光鐮、閃爍惡夢、環形光鍘、魔法骰子、幻覺總攻擊
- 顛峰聖光戰虎（Blade Tigrerra、Tigress；ティグレス）

配音：斧敦志（日本）；陳宏瑋（台灣）；陈永信（香港）
特殊能力：戰虎利劍、高速虎爪
- 魔帝海德拉（Alpha Hydranoid；アルファードヒュドラ）

配音：及川以造（日本）；朱子聪（香港）
特殊能力：靛藍之惡夢、滅絕能量球、龍尾牽針刺、破壞性衝擊
融合能力：最終破壞
- 狂暴神威鳳凰（Storm Skyress、Zephyros Phoenix；ゼフィロス フェニックス）

配音：鈴鹿千春（日本）；許雲雲（台灣）；陳凱婷（香港）
特殊能力：疾風風雷斬
- 千鎚鐵拳石像（Hammer Gorem；バルカン）

配音：安元洋貴（日本）；陳宏瑋（台灣）；招世亮（香港）
特殊能力：巨大衝擊
- 威剛戰士（Premo Vulcan；バルカン）

配音：德本英一郎（日本）
特殊能力：全方位新星轟炸、掌震剎、超重鑽拳、極速飛鑽拳
Rex Vulcan

### 復活爆丸（Trap）
- 血紅毒蠍（Scorpion；スコルピオ）
- 幻影瑪雅（Tripod Epsilon；トライポッド　イズツロン）
- 風速使者（Hylash；スラッシュ）
- 魔龍蜻蜓（Falcon Fly；ファルコンフライ）

進化成閃光魔龍蜻蜓(Flash Falcon Fly)。
- 流星槌獸（Baliton；バライトン）
- 銅牆武士（Piercian；ガーディアン）
- 邪惡毒蠍（Metalfencer；フェンサー）
- 大地沙蟲（Hexados；クロノス）
- 機甲蜘蛛（Dynamo；ドローンスパイダー）
- 機甲重炮手（Fortress；フォートレス）

### 合體爆丸（Maxus）
由斯沛特拉與蓋斯所開發加強爆丸攻擊之武器元件，初為斯沛特拉用以搜集新生獨角巨龍及地獄男爵戰鬥策略使用。
- 終極合體獨角巨龍 （Maxus Dragonoid；アルティメット ドラゴノイド）

新生獨角巨龍或新星礦世獨角巨龍、怒濤騎士、聖光戰士、刺客蜘蛛、疾風胡狼、塵土胡狼、激鬥魟魚所組成。
- 終極合體邪惡魔龍 （Maxus Helios；アルティメット ヘリオス）[3]

機械邪惡魔龍或機械邪惡魔龍MK2、惡魔利爪、惡魔鋸齒、惡魔守衛、惡魔刺客、妖狐蝙蝠、刺尾毒蠍所組成。

### 機械爆丸（Mechanical）
由邪惡組織HEX所開發的侵略爆丸，以動物為原型所製成，其實體化時是以旋轉的方式表現。
- 萬暴龍獸（Farbros；ファーブロス）

特殊能力：飛肩爪擊、肩爪重砲、烈火爆震、超新星光、超級洪流、炎冰射線、無形火盾、火暴旋擊、粉碎大地、集束雨彈、闇影毀滅砲、滅星力量、全方位閃耀波動、冷凍光波、龍箭導彈、機體能力XM
配音：不明
- 鋼爪飛魚（Macubass；マキュバス）

特殊能力：狩獵光繩、雷射光爪、水力雷射劍、戰鬥暴雷轟、巨旋渦海嘯、水屏障護盾、SABDIS、SABDIS TR2、萬鈞重砲、水屬性同化之勢、潛藏不露
配音：不明
- 翔翼龍獸（Aluze；アリューズ）

特殊能力：無雙護盾、風雷環剎、暴風回力刀、風動重砲、颶風衝擊彈、萬鈞衝擊彈、氣動爆擊、導向風暴、天空大融合
融合能力：全方位神盾
配音：不明
- 巨人歌利亞（Boriates；ゴリアテス）

特殊能力：普羅米修斯重砲、隔遠護盾、光箭炸裂、雷霆戰斧、光彈暴射、爆煞激光劍、暴風雨之箭、高能量光砲、高能量熱光重砲、終極力量重砲
融合能力：高戰速重機槍
配音：不明
- 岩土巨人（Dryoid；ドリアード）

特殊能力：暴雨光箭、激光雙劍、激射光刃、拳頭機槍、暴雨刀刃、火星之盾、收縮光環、高速閃躍、超強反射力
融合能力：翔．天龍斬、激．魔鬼一擊、烈．雷殛斬、兩頭激光劍
配音：不明
- MAX蜘蛛戰士（MAC Spider；マックスパイダー）

特殊能力：蜘蛛巨網、萬重力量衝擊、蜘蛛腳飛針、蜘蛛重砲、廣域蜘蛛網
配音：不明
- 地獄三頭龍（Hades；ハデース）

特殊能力：龍尾鐳射、狂龍巨砲、飛煞毀滅光
配音：不明

## 動畫術語

### 場所與器械
- 夢幻革命之地（New Vestroia；ワンダーレボリューション）

爆丸生活的地方。
- 威星（Vestal、Vester；ヴェスター）

於星際之中的一個地方，有著高科技現代化設施。
- BT系統（Bakugan Termination System、BT System；、BTシステム ）

為集合古代守衛者能源，進而增強侵略而所開發武器，雖然測試初期，曾為爆丸戰士所毀滅，但隨後便修復。
- 二擇一武器系統（Alternative Weapon System；オルタナティブ・システム ）

別名非典型因子，毀滅地球、威星及其餘所有宇宙空間上全部生命的武器，外表為一部超巨大宇宙戰艦，同時也是可雷博士研究機械爆丸的研究場所。

### 對戰
- 能量點數（G Power、G；グラビティ）

爆丸生命值。
- 戰鬥手臂（Gauntlet；ガントレット）

於對戰當中使用技術能力時所使用實體化機器。；對戰開始時，音效為：「Gauntlet Activated」
- 門卡（Gate Card；ゲートカード）

對戰區域設定，可使爆丸於對戰時，使其雙方彼此的持有屬性做出有利或有害的協助，另外一些特定的門卡可提升特定Battle Gear的能力等級。
- 戰鬥能力（Ability Card；アビリィカード）

分使用者持有發動與爆丸既有能力發動兩種類型，發動時可給予雙方彼此不同的傷害或保護。
- 融合能力（Fusion Ability Cards；フシオンアビリィカード）

可增強特定戰鬥能力效果的能力卡，從而使爆丸攻擊的力量提高，惟使用前必先使用該種特定的戰鬥能力。

## 劇集列表
以下劇集按照首播順序排列（不包括首播後的任何重播）。 另外於日文版本播出中，於第一集之前，有播放特集，標題為「爆丸みどころ」。
| 集數 | 英文原文標題                     | 中文翻譯標題（台灣） | 中文翻譯標題（香港） | 日文翻譯標題             | 美加首播時間 | 台灣首播時間 | 日本首播時間 | 香港首播時間 |
| ---- | -------------------------------- | -------------------- | -------------------- | ------------------------ | ------------ | ------------ | ------------ | ------------ |
| 01   | Invasion of the Vestals          | 踏上全新的旅程       | 踏上全新的旅程       | 新たなる旅立ち           | 2009.04.12   | 2009.10.09   | 2010.03.02   | 2010.05.10   |
| 02   | Facing Ace                       | 同步城市             | 同步城市             | シンクロニシティ         | 2009.04.19   | 2009.10.16   | 2010.03.09   | 2010.05.11   |
| 03   | Get Psyched                      | 敵人在我的心中       | 敵人在我心中         | 我が敵は我にあり         | 2009.04.26   | 2009.10.23   | 2010.03.16   | 2010.05.12   |
| 04   | Marucho's Mission                | 朋友                 | 朋友                 | フレンズ                 | 2009.05.03   | 2009.10.30   | 2010.03.23   | 2010.05.13   |
| 05   | Taste of Defeat                  | 好敵手               | 好對手               | 好敵手                   | 2009.05.10   | 2009.11.06   | 2010.04.06   | 2010.05.14   |
| 06   | Return of a Friend               | 友人啊               | 友人啊               | 友よ                     | 2009.05.17   | 2009.11.13   | 2010.04.13   | 2010.05.17   |
| 07   | Cyber Nightmare                  | 電子世界             | 電子世界             | エレクトロ・ワールド     | 2009.05.24   | 2009.11.20   | 2010.04.20   | 2010.05.18   |
| 08   | What's the Plan?                 | 挑戰者               | 挑戰者               | 挑戦者                   | 2009.05.31   | 2009.11.27   | 2010.04.27   | 2010.05.19   |
| 09   | Freedom Run                      | 通往自由之門         | 通往自由之門         | 自由への扉               | 2009.06.07   | 2009.12.04   | 2010.05.04   | 2010.05.20   |
| 10   | Surprise Visitor                 | 迷宮                 | 迷陣                 | ラビリンス               | 2009.06.14   | 2009.12.11   | 2010.05.11   | 2010.05.21   |
| 11   | Gate Crashers                    | 男人們的旋律         | 男子漢的旋律         | 男達のメロディー         | 2009.06.21   | 2009.12.18   | 2010.05.18   | 2010.05.24   |
| 12   | Unmasked                         | 帶著面具的男人       | 面具之男             | 仮面の男                 | 2009.06.28   | 2009.12.25   | 2010.05.25   | 2010.05.25   |
| 13   | Voices in the Night              | 陷阱                 | 圈套                 | 罠                       | 2009.07.05   | 2010.01.01   | 2010.06.01   | 2010.05.26   |
| 14   | Duel in the Dunes                | 月之沙漠             | 月夜沙漠             | 月の砂漠                 | 2009.07.12   | 2010.01.08   | 2010.06.08   | 2010.05.27   |
| 15   | Last One Standing                | 成為風吧             | 乘風而去             | なります風               | 2009.07.19   | 2010.01.15   | 2010.06.15   | 2010.05.28   |
| 16   | Show Me the Power!               | 冷冽的雨             | 冷雨                 | 冷たい雨                 | 2009.07.26   | 2010.01.22   | 2010.06.22   | 2010.05.31   |
| 17   | Dude, Where's My Bakugan?        | 黑太陽               | 黑太陽               | 黒い太陽                 | 2009.08.02   | 2010.01.29   | 2010.06.29   | 2010.06.01   |
| 18   | Gone, Gone Bakugan               | 末日狂龍             | 不受控制             | 明日なき暴走             | 2009.08.09   | 2010.02.05   | 2010.07.06   | 2010.06.02   |
| 19   | Family Ties                      | 然後重逢             | 狹路相逢             | そして…めぐり逢い        | 2009.08.16   | 2010.02.12   | 2010.07.13   | 2010.06.03   |
| 20   | Beta City Blues                  | 背叛的街角           | 背叛者的街角         | 裏切りの街角             | 2009.08.23   | 2010.02.19   | 2010.07.20   | 2010.06.04   |
| 21   | Brotherly Love                   | 誕生                 | 誕生                 | 誕生                     | 2009.08.30   | 2010.02.26   | 2010.07.27   | 2010.06.07   |
| 22   | Underground Take Down            | 天堂與地獄           | 天國與地獄           | 天国と地獄               | 2009.09.06   | 2010.03.05   | 2010.08.03   | 2010.06.08   |
| 23   | Wall to Wall Brawl               | 說謊                 | 謊言                 | うそ                     | 2009.09.13   | 2010.03.12   | 2010.08.10   | 2010.06.09   |
| 24   | Ultimate Bakugan                 | 紅色衝擊             | 赤色衝擊             | 赤い衝撃                 | 2009.09.20   | 2010.03.19   | 2010.08.17   | 2010.06.10   |
| 25   | Final Countdown                  | 無止盡的戰鬥         | 沒完沒了的戰鬥       | 限りなき戦い             | 2009.09.27   | 2010.03.26   | 2010.08.24   | 2010.06.11   |
| 26   | Reunion                          | 最後決戰             | 最終決戰             | 最終決戦                 | 2009.10.04   | 2010.04.02   | 2010.08.31   | 2010.06.14   |
| 27   | Six Degrees Of Destruction       | 戰鬥還沒有結束       | 戰鬥尚未終結         | 戦いは終わらない         | 2009.11.07   | 2010.04.09   | 2010.09.07   | 2010.06.15   |
| 28   | Revenge Of The Vexos             | 罪與罰               | 罪與罰               | 罪と罰                   | 2009.11.14   | 2010.04.16   | 2010.09.14   | 2010.06.16   |
| 29   | Saved by the Siren               | 綠寶石傳說           | 翡翠傳說             | エメラルドの伝説         | 2009.11.21   | 2010.04.23   | 2010.09.21   | 2010.06.17   |
| 30   | The Day New Vestroia Stood Still | 世界末日             | 世界末日             | 世界が終わる日           | 2009.11.29   | 2010.04.30   | 2010.09.28   | 2010.06.18   |
| 31   | Spectra Rises                    | 紅色的命運           | 赤色命運             | 赤い運命                 | 2009.12.06   | 2010.05.07   | 2010.10.02   | 2010.06.21   |
| 32   | Shadow Attack!                   | 功夫少女             | 功夫女郎             | カンフーレディ           | 2009.12.13   | 2010.05.14   | 2010.10.09   | 2010.06.22   |
| 33   | Brontes' Betrayal                | 凝聚的想法           | 思念之情             | つのる想い               | 2009.12.26   | 2010.05.21   | 2010.10.16   | 2010.06.23   |
| 34   | Earth Invaders                   | 侵略者               | 侵略者               | 侵略者                   | 2010.01.02   | 2010.05.28   | 2010.10.23   | 2010.06.24   |
| 35   | Elfin on the Run!                | 愛芬精靈不見了       | 包在我身上           | 僕にまかせてください     | 2010.01.09   | 2010.06.04   | 2010.10.30   | 2010.06.25   |
| 36   | Samurai Showdow!                 | 武士                 | 武士                 | サムライ                 | 2010.01.16   | 2010.06.11   | 2010.11.06   | 2010.06.28   |
| 37   | Virtual Insanity                 | 徵求                 | 警告                 | ウォンテッド             | 2010.01.24   | 2010.06.18   | 2010.11.13   | 2010.06.29   |
| 38   | All or Nothing                   | 華麗的賭注           | 華麗的賭博           | 華麗なる賭け             | 2010.01.31   | 2010.06.25   | 2010.11.20   | 2010.06.30   |
| 39   | Avenging Spectra                 | 再會了！朋友啊       | 再見 好朋友          | さらば友よ               | 2010.02.07   | 2010.07.02   | 2010.11.27   | 2010.07.01   |
| 40   | Percival's Plan                  | 埋伏                 | 埋伏                 | まちぶせ                 | 2010.02.14   | 2010.07.09   | 2010.12.04   | 2010.07.02   |
| 41   | BT:The Final Battle              | 勝利者               | 勝利者               | 勝利者                   | 2010.02.21   | 2010.07.16   | 2010.12.11   | 2010.07.05   |
| 42   | Exodus                           | 給親愛之人           | 給摯愛的人           | 親愛なる者へ             | 2010.02.28   | 2010.07.23   | 2010.12.18   | 2010.07.06   |
| 43   | Phantom Data Attack              | 通往未知的未來       | 步向未知的未來       | 未知なる未来へ           | 2010.03.07   | 2010.07.30   | 2010.12.25   | 2010.07.07   |
| 44   | Spectra's Last Stand             | 對決                 | 對決                 | 対決                     | 2010.03.14   | 2010.08.07   | 2011.01.08   | 2010.07.08   |
| 45   | Fusion Confusion                 | 幸福的樣子           | 幸福的樣式           | 幸せのカタチ             | 2010.03.21   | 2010.08.14   | 2011.01.15   | 2010.07.09   |
| 46   | Volt's Revolt                    | 叛逆的英雄           | 叛逆的英雄           | 反逆のヒーロー           | 2010.03.28   | 2010.08.21   | 2011.01.22   | 2010.07.12   |
| 47   | Payback                          | 為了對她說再見       | 最後一次再見         | さよならをするために     | 2010.04.04   | 2010.08.28   | 2011.01.29   | 2010.07.13   |
| 48   | Mylene's Meltdown                | 拉你陪葬             | 同歸於盡             | みちづれ                 | 2010.04.11   | 2010.09.04   | 2011.02.05   | 2010.07.14   |
| 49   | An Heir to Spare                 | 無仁義之戰           | 仁義之戰             | 仁義なき戦い             | 2010.04.18   | 2010.09.11   | 2011.02.12   | 2010.07.15   |
| 50   | Ultimate Weapon                  | 最後武器             | 終極武器             | 最終兵器                 | 2010.04.25   | 2010.09.18   | 2011.02.19   | 2010.07.16   |
| 51   | All For One                      | 決戰之日             | 決戰之日             | 決戦の日                 | 2010.05.02   | 2010.09.25   | 2011.02.26   | 2010.07.19   |
| 52   | Final Fury                       | 超級最強的戰士們     | 超最強戰士           | 超！最強！ウォーリアーズ | 2010.05.09   | 2010.10.02   | 2011.03.05   | 2010.07.20   |

## 製作人員
- 企劃、原案：セガトイズ、SPIN MASTER
- 動畫原作：井上 光晴
- 全球制作人：杉本 道俊
- 監督：橋本 みつお
- 系列構成：前川 淳
- 角色設計、作畫總監督：長森 佳容
- 怪獸設計：うえだ いたる、まつむら のりよし、あきもと ひろし
- 機械、道具設計：宮脇 謙史
- 編集：及川 雪江
- 音響監督：飯田 里樹
- 音樂：根岸 貴幸
- 動畫制作：トムス エンタテインメント、ヴィステック エンタテインメント
- 動畫制作協力：スタジオ雲雀
- 製作：爆丸2製作委員会

## 主題曲
- 片頭曲「超！最強！ウォーリアーズ」

演唱者：サイキックラバー
作詞：YOFFY
作曲：IMAJO
編曲 ： 籠島裕昌
- 第一首片尾曲「BANG! BANG! BAKUGAN」[5]（第1集-13集, 第52集【日本版】/第1集-52集【香港及台灣版本】）

演唱：鵜島仁文
作詞：鵜島仁文
作曲：鵜島仁文
編曲：鵜島仁文
- 第二首片尾曲：「Communication Breakdown」（第14集-51集【日本版】）

演唱者：Crush Tears
作詞：YU&田村直美
作曲：山口一久
編曲：LIT-HUM

## 關連作品與遊戲商品
- 爆丸守衛者（Bakugan: Defenders of the Core）

2010年11月於美國所發售Wii遊戲卡帶。。
- 爆丸捍衛核心者（爆丸バトルブローラーズDS DEFENDRS OF THE CORE、ばくがんバトルブローラーズ ディフェンダーズ オブ ザ コア）

2010年12月於日本所發售NDS遊戲卡帶。
- 爆丸アーケードバトラーズ（爆丸アーケードバトラーズ、ばくがんアーケードバトラーズ、Bakugan Arcade Battlers ）

2010年8月於日本所發售集換式遊戲卡片街機。

## 相關系列
- 爆丸
- 爆丸3
- 爆丸機械波濤

## 補充資料
- 爆丸特殊能力及融合能力譯名對照表

## 節目變遷
| 日本 東京電視台 星期二19:00-19:30節目 | 日本 東京電視台 星期二19:00-19:30節目       | 日本 東京電視台 星期二19:00-19:30節目 |
| ------------------------------------- | ------------------------------------------- | ------------------------------------- |
|                                       | 爆丸2大爆破 （2010年3月2日－2010年9月28日） |                                       |
| 火曜エンタテイメント!                 | ありえへん∞世界                             |                                       |
| 日本 東京電視台 星期六10:30-11:00節目 |                                             |                                       |
| 家庭教師HITMAN REBORN!                | 爆丸2大爆破 （2010年10月2日－2011年3月5日） | 魔導少年                              |

| 香港 翡翠台 星期一至五 16:30-17:00（放學ICU時段內） | 香港 翡翠台 星期一至五 16:30-17:00（放學ICU時段內） | 香港 翡翠台 星期一至五 16:30-17:00（放學ICU時段內） |
| --------------------------------------------------- | --------------------------------------------------- | --------------------------------------------------- |
|                                                     | 爆丸2 （2010年5月10日－2010年7月20日）              |                                                     |
| 喜羊羊與灰太狼                                      | Battle Spirits 少年突破馬神                         |                                                     |
| 香港 無綫兒童台 星期一至五 09:00-09:30節目          |                                                     |                                                     |
| 數碼暴龍4無限地帶                                   | 爆丸II （2012年3月6日－2012年5月16日）              | 爆丸III                                             |
| 香港 翡翠台 星期一至五15:50-16:20節目               |                                                     |                                                     |
| 幸運四葉草 重播                                     | 爆丸II 重播 （2013年1月25日－4月9日）               | 寶石寵物 重播                                       |

| 台灣 卡通頻道 星期五21:00-21:30節目 （2010年7月2日起改為13:00-13:30播出；8月7日起改為星期六09:00-09:30播出） | 台灣 卡通頻道 星期五21:00-21:30節目 （2010年7月2日起改為13:00-13:30播出；8月7日起改為星期六09:00-09:30播出） | 台灣 卡通頻道 星期五21:00-21:30節目 （2010年7月2日起改為13:00-13:30播出；8月7日起改為星期六09:00-09:30播出） |
| --- | --- | --- |
| | 爆丸2大爆破 （2009年10月9日－2010年10月2日）                                                                 | |
| 鐵巨人 | 魔法咪路咪路 重播                                                                                            | |
| 台灣 卡通頻道 星期一至五18:30-19:00節目                                                                      | | |
| 假面騎士電王                                                                                                 | 爆丸2大爆破 （2010年6月3日－2010年8月13日）                                                                  | 極速戰輪 |

| 台灣 中視主頻 星期一至五17:00-18:00 | 台灣 中視主頻 星期一至五17:00-18:00 | 台灣 中視主頻 星期一至五17:00-18:00 |
| ----------------------------------- | ----------------------------------- | ----------------------------------- |
|                                     | 爆丸 （2011年12月1日－）            |                                     |
| 閃電十一人                          | —                                   |                                     |

## 外部連結
- Bakugan.com
- 麗嬰國際：爆丸2大爆破  （页面存档备份，存于）
- 爆丸2大爆破（東京電視台的動畫介紹） （页面存档备份，存于）
- 爆丸2大爆破（台灣卡通頻道）